# Фукс Борис Федорович
Борис Федорович Фукс (13 березня 1969, Усть-Каменогорськ, Казахська РСР, СРСР) — радянський і німецький хокеїст, правий нападник.

## Спортивна кар'єра
Вихованець усть-каменогорського «Торпедо». Три сезони виступав за місцеву команду майстрів. Військову службу проходив у СКА МВО (Калінін). У розпалі сезону 1990/1991, разом з старшим братом Андрієм поїхали до Німеччини. У Німецькій хокейній лізі захищали кольори «Ратінгена» і «Обергаузена». Також грали за команди нижчих дивізіонів «Москітос Ессен», «Вайсвассер», «Нойсер» і «Гернер Бліззардс». Рекордсмен «Ратінгена» в Німецькій хокейній лізі за кількістю закинутих шайб — 108.
Працює у фірмі, яка займається соціальним забзпеченням пенсіонерів. Донька Альна — гравець національної збірної Казахстану.

## Статистика
Статистика виступів в елітних дивізіонах СРСР і Німеччини:
| Сезон              | Клуб               | Ліга               | І   | Г   | П   | О   | ШХ  |
| ------------------ | ------------------ | ------------------ | --- | --- | --- | --- | --- |
| 1987-88            | «Торпедо» (У-К)    | Д-1                | 5   | 1   | 0   | 1   | 0   |
| 1989-90            | «Торпедо» (У-К)    | Д-1                | 24  | 7   | 3   | 10  | 6   |
| 1990-91            | «Торпедо» (У-К)    | Д-1                | 33  | 8   | 7   | 15  | 6   |
| Всього в СРСР      | Всього в СРСР      | Всього в СРСР      | 62  | 16  | 10  | 26  | 12  |
| 1992-93            | «Ратінген»         | Д-1                | 47  | 23  | 10  | 33  | 26  |
| 1993-94            | «Ратінген»         | Д-1                | 52  | 18  | 19  | 37  | 38  |
| 1994-95            | «Ратінген»         | Д-1                | 46  | 22  | 13  | 35  | 56  |
| 1995-96            | «Ратінген»         | Д-1                | 53  | 23  | 43  | 66  | 22  |
| 1996-97            | «Ратінген»         | Д-1                | 55  | 22  | 25  | 47  | 12  |
| 1999-00            | «Обергаузен»       | Д-1                | 68  | 5   | 15  | 20  | 28  |
| Всього в Німеччині | Всього в Німеччині | Всього в Німеччині | 321 | 113 | 125 | 238 | 182 |
| Всього в Д-1       | Всього в Д-1       | Всього в Д-1       | 383 | 129 | 135 | 264 | 194 |